# Enrique de Cardona y Enríquez
Enrique Folch de Cardona y Enríquez (Urgel, 1485 - Roma, 7 de febrero de 1530), cardenal español.

## Datos biográficos
Hijo segundo del I duque de Cardona Juan Ramón Folch IV de Cardona y de su esposa Aldonza Enríquez, fue elegido obispo de Barcelona en 1505 antes de tener la edad canónica. En 1512, es nombrado arzobispo de Monreale en Sicilia y nombrado alcaide del Castillo Sant'Angelo de Roma en 1522. En 1523 es comisario y juez en el proceso del cardenal Francesco Soderini y en 1526 presidente de Sicilia durante las ausencias del virrey Ettore Pignatelli.
El papa Clemente VII lo crea cardenal de San Marcello en el consistorio del 21 de noviembre de 1527.
| Predecesor: Pere García      | Obispo de Barcelona 1505 - 1512             | Sucesor: Martín García Puyazuelo |
| Predecesor: Alonso de Aragón | Arzobispo de Monreale 1512 - 1530           | Sucesor: Pompeo Colonna          |
| Predecesor: Giovanni Alliata | Presidente del reino de Sicilia 1526 - 1530 | Sucesor: Simone Ventimiglia      |